# Protoptila talola
Protoptila talola là một loài Trichoptera trong họ Glossosomatidae. Chúng phân bố ở miền Tân bắc.